# Salix stolonifera
Salix stolonifera är en videväxtart som beskrevs av Frederick Vernon Coville. Salix stolonifera ingår i släktet viden, och familjen videväxter. Inga underarter finns listade i Catalogue of Life.